# Krywbas Krzywy Róg (hokej na lodzie)
HK Krywbas Krzywy Róg (ukr. ХК Кривбас Кривий Ріг, ros. ХК Кривбасс Кривой Рог) – ukraiński klub hokejowy z siedzibą w Krzywym Rogu.

## Historia
Klub został założony w 2016 z inicjatywy Ołeksandra Szewczenki, który został prezydentem klubu. Trenerem zespołu został Ołeksandr Kułykow, a jego asystentami Jurij Huńko, Ołeksandr Wasyljew jako trener bramkarzy i Witalij Semenczenko jako (selekcjoner od skautingu). Na początku czerwca 2016 klub wraz z siedmioma innymi zespołami powołał rozgrywki pod nazwą Ukraińska Hokejowa Liga. W pierwszym sezonie UHL 2016/2017 drużyna Krywbasu odpadła w półfinale play-off, a dzięki trzeciemu miejscu zajętemu w sezonie zasadniczym, zdobyła brązowy medal mistrzostw Ukrainy. Władze klubu nie zgłosiły zespołu do nowego sezonu 2017/2018 z powodu wycofania się części sponsorów.

## Sukcesy
- Brązowy medal mistrzostw Ukrainy: 2017